# Municipio Uruachi
Koordinaten: 27° 52′ N, 108° 13′ W
Uruachi ist ein Municipio mit 8200 Einwohnern im mexikanischen Bundesstaat Chihuahua. Das Municipio hat eine Fläche von 2663,1 km². Verwaltungssitz und größter Ort im Municipio ist Uruachi.

## Geographie
Das Municipio Uruachi liegt im Westen des Bundesstaats Chihuahua auf einer Höhe zwischen 200 m und 2900 m. Es zählt zur Gänze zur physiographischen Provinz der Sierra Madre Occidental. Gut 72 % der Gemeindefläche liegen im Einzugsgebiet des Río Mayo, gut 27 % entwässern über den Río Fuerte, jeweils in den Golf von Kalifornien. Die Geologie des Municipios wird mit über 85 % von Extrusivgestein dominiert (61 % rhyolithische Tuffe) bei 11 % Sedimentgestein; vorherrschende Bodentypen im Municipio sind der Phaeozem (45 %), Regosol, Leptosol und Cambisol (je etwa 17 %). Beinahe 90 % des Municipios werden von Wäldern eingenommen, knapp 10 % dienen als Weideland.
Das Municipio ist umgeben von den Municipios Maguarichi, Ocampo, Moris, Chínipas, Guazapares und dem Bundesstaat Sonora.

## Bevölkerung
Beim Zensus 2010 wurden im Municipio 8200 Menschen in 2087 Wohneinheiten gezählt. Davon wurden 1595 Personen als Sprecher einer indigenen Sprache registriert, davon 1068 Sprecher der Tarahumara-Sprache und 454 Sprecher des Guarijío. Etwa 21 % der Bevölkerung waren Analphabeten. 2690 Einwohner wurden als Erwerbspersonen registriert, wovon ca. 88 % Männer bzw. ca. 5 % arbeitslos waren. Fast 46 % der Bevölkerung lebten in extremer Armut.

## Orte
Das Municipio Uruachi umfasst 262 bewohnte localidades, von denen lediglich der Hauptort vom INEGI als urban klassifiziert ist. Fünf Orte wiesen beim Zensus 2010 eine Einwohnerzahl von über 200 auf:
| Ort         | Einwohner |
| Uruachi     | 1199      |
| Jicamorachi | 0374      |
| Gosogachi   | 0327      |
| Calaveras   | 0285      |
| El Rebaje   | 0235      |